# Соколята (творческое объединение)
«Соколя́та» — творческое объединение детских и юношеских хоров в городе Рыбинске Ярославской области. В настоящее время объединяет три основных коллектива: хор мальчиков и юношей «Соколята», хор девочек «Соколята», Академический хор РГАТУ. База объединения — Гуманитарно-музыкальная гимназия № 18 им. В. Г. Соколова.
В репертуаре хоров: русская и зарубежная классика, русская духовная музыка, песни народов мира, произведения современных композиторов. В работе с хорами используется метод голосообразования В. В. Емельянова и методика эмоционально-образного восприятия В. В. Кирюшина.
Творческое объединение «Соколята» ведёт активную концертную деятельность и достигло высокого исполнительского уровня. Хоры выступали в Большом и Рахманиновском залах Московской консерватории, Колонном зале Дома Союзов, принимали участие в Европейской мессе в соборе Св. Иштвана (Будапешт).
Художественный руководитель объединения — лауреат премии фонда «Русское исполнительское искусство» С. А. Шестериков, концертмейстер — заслуженный работник культуры России В. Т. Розен-Рейн.

## Хор мальчиков и юношей «Соколята»
Хор был создан в 1970 году по инициативе директора Дома культуры «Радуга» при Рыбинском приборостроительном заводе Т. Н. Бондаровской. Первый художественный руководитель хора — Клара Федоровна Константинова. В 1972 году хор возглавили выпускники Горьковской консерватории В. А. Тришин и Э. М. Пентина.
В 1974 году рыбинский хор мальчиков, пройдя жёсткий конкурс, записал на Центральном телевидении серию передач в цикле «Весёлые нотки». Хор начал вести активную концертную деятельность — участие в Международном фестивале детских хоров в Дубне, в Конкурсе им. Л. В. Собинова в Ярославле, концерты в Москве, Ленинграде и многих других городах.
В 1975 году по инициативе Э. М. Пентиной хор был назван «Соколятами» (в честь выдающегося хорового дирижёра, уроженца города Рыбинска, профессора В. Г. Соколова).
В 1987 году хор возглавили выпускники Горьковской консерватории Сергей Алексеевич и Лариса Евгеньевна Шестериковы.
В 1985 году хор становится лауреатом Премии Ленинского комсомола, в 1991 — дипломантом I-го Всероссийского фестиваля хоров мальчиков в Геленджике, в 1996 — лауреатом 44-го Европейского хорового фестиваля в Неерпельте (Бельгия). В 2000 и 2004 — дипломант Всероссийского фестиваля хоров мальчиков в Дубне, в 2000 — дипломант телепрограммы «Утренняя звезда», в 2008 — 1-го Международного фестиваля-конкурса «Поют и играют мальчишки» (Нарва, Эстония).
В репертуаре хора: кантата «Stabat Mater» Д. Перголези, Месса G-dur Ф. Шуберта, Месса D-dur А. Дворжака, Литургия Д. Бортнянского, фрагменты «Всенощного бдения» А. Архангельского и С. Рахманинова, народные песни, произведения современных композиторов.
В 2005 году совместно с хорами из Германии и Англии участвовал в Международном проекте исполнения «Военного реквиема» Б. Бриттена в честь 60-летия окончания 2-й мировой войны, а в рамках фестиваля «Преображение» — кантаты «Кармина бурана» К. Орфа и оперы «Борис Годунов» М. П. Мусоргского с хором и оркестром Московского театра «Новая опера» под руководством Дмитрия Волосникова.
Хормейстеры — В. М. Кудрявцев, Ю. П. Дашкова, А. Г. Пухова, концертмейстеры — заслуженный работник культуры РФ В. Т. Розен-Рейн, Н. М. Израилева.

## Хор девочек «Соколята»
Хор был создан как самостоятельный коллектив в 1991 году. Участник областных, всероссийских и международных фестивалей в Плёсе, Ярославле, Иванове, Ростове Великом, Москве, Кирове, Санкт-Петербурге, Костроме, Таганроге; Белостоке и Варшаве (Польша), Будапеште, Мишкольце и Эгере (Венгрия), Хор является лауреатом:
- I-го Международного детского хорового конкурса «Дружба» в Москве (1-й приз);
- XIII Международного конкурса церковной музыки в Хайнувке (Польша, 1994 г., II-е место и 1-я премия народного жюри);
- IV-го Международного хорового конкурса-фестиваля в Оскарсхамне (Швеция, 1996 г., I-е место);
- XXII-го Международного молодёжного хорового конкурса в Целе (Словения, 1997 г., Большая серебряная медаль).

В 1995 году хор девочек «Соколята» осуществил концертное турне по штатам Теннесси и Вирджиния (США); в 1998 и 1999 годах выступал в городах Швейцарии. Записал студийные альбомы «Соколята в Америке» и «30 красивых русских песен».
Хор участвовал в концерте в ГЦКЗ «Россия» на церемонии закладки звезды Льва Ошанина на «Площади Звёзд Эстрады» (Москва, 2002 г.) Активный участник проектов Международного благотворительного фонда В. Спивакова (2002—2003 гг.)
Первый исполнитель Мессы D-dur Михаэля Гайдна в России (Москва, Ярославль, Нижний Новгород — май 2003 г.) Участник Международного фестиваля «Природа и искусство» (Белосток и Супрасль, Польша — июнь 2003 г.)
Хормейстеры — Л. Е. Шестерикова, Ю. П. Дашкова, А. Г. Пухова.

## Академический хор РГАТУ
Хор был создан по инициативе выпускников хора девочек «Соколята» в 1995 году как камерный хор «Соколята-РГАТА». В 2002 году был воссоздан по просьбе ректора Рыбинской государственной авиационной технологической академии (РГАТА) В. Ф. Безъязычного как Академический хор РГАТА. База хора — студенческий клуб «Прометей» (здание Рыбинского костёла).
Несмотря на различный уровень музыкальной подготовки поющих, хор исполнял «Всенощное бдение» А. Архангельского, «Литургию» П. Чеснокова, Концерт № 3 Д. Бортнянского, «Мессу» Г. Форе, а также хоровые миниатюры русских и европейских композиторов, обработки песен народов мира.
В рамках программы Международного благотворительного фонда В. Спивакова. «Дети — детям» хор выступал перед воспитанниками Костромской воспитательной колонии для несовершеннолетних.
Совместно с камерным хором «Глас» и Ярославским губернаторским симфоническим оркестром исполнены: Месса G-dur Ф. Шуберта, кантата «Весна» С. В. Рахманинова, кантата «Москва» П. И. Чайковского, хоровые номера из оперы «Сказание о невидимом граде Китеже и деве Февронии» Н. А. Римского-Корсакова.
7 мая 2005 года в Ярославском ТЮЗе Академический хор РГАТА совместно с хорами из Германии и Англии участвовал в Международном проекте исполнения «Военного реквиема» Б. Бриттена в честь 60-летия окончании 2-й мировой войны.
С первых дней существования хор ведёт активную концертную деятельность. Участвовал в Международном фестивале «Преображение» (Ярославль), Всероссийском фестивале «Веснушка» (Ярославль), хоровом фестивале им. Л. Сивухина, фестивалях «Золотой Плёс» и «Universitas», Шереметевских хоровых ассамблеях. Лауреат 44-го Международного хорового конкурса в Неерпельте (Бельгия, май 1996 г., I-е место у мужской группы) и 4-го Международного хорового конкурса в Оскарсхамне (Швеция, июнь 1996 г., I-е место у женской группы).